# Cephalanthus tetrandra
Cephalanthus tetrandra är en måreväxtart som först beskrevs av William Roxburgh, och fick sitt nu gällande namn av Colin Ernest Ridsdale och Reinier Cornelis Bakhuizen van den Brink. Cephalanthus tetrandra ingår i släktet Cephalanthus och familjen måreväxter. Inga underarter finns listade i Catalogue of Life.